# Ša-che (přítok Tchaj-c’-che)
Ša-che je řeka na severovýchodě ČLR v provincii Liao-ning.

## Průběh toku
Náleží k povodí řeky Liao-che.

## Historie
Během rusko-japonské války ve dnech 5. až 17. října 1904 na řece došlo k bitvě, jež vešla ve známost jako bitva na řece Ša-che